# 강율

강율(본명:강현석, 1993년 7월 9일 ~ )은 대한민국의 모델 겸 배우이다.

## 출연 작품

### 드라마
- 2016년 네이버 캐스트 웹 드라마 《초코뱅크》
- 2017년 SBS 월화 미니시리즈 《사랑의 온도》
- 2018년 KBS2 수목 미니시리즈 《추리의 여왕 2》
- 2019년 Lifetime Channel 4부작 금요 웹 드라마 《진흙탕 연애담》 ... 대한 역
- 2019년 Lifetime Channel 12부작 화요 웹 드라마 《꽃길로 22》 ... 남건 역
- 2019년 Seezn 웹 드라마 《이런 게놈의 로맨스》 ... 왕완전 역
- 2019년 웹 드라마 《일진에게 찍혔을 때》 ... 지현호 역
- 2020년 웹 드라마 《일진에게 찍혔을 때 2》 ... 지현호 역
- 2021년 Seezn 웹 금요 드라마 《쉿! 그놈을 부탁해》 ... 도도준 역
- 2023년 KBS2 저녁 일일연속극 《우아한 제국》[1] ... 정우혁 / 양우혁 역

### 영화
| 연도 | 제목             | 역할 | 비고 |
| ---- | ---------------- | ---- | ---- |
| 2020 | 용루각: 비정도시 | 재범 |      |

## TV 프로그램
- 2019년 XtvN 《최신유행 프로그램 2》 - 고정출연
- 2023년 JTBC 《웃는 사장》 - 고정출연
- 2024년 KBS2 《신상출시 편스토랑》 - 게스트